# Wiesław Klisiewicz
Wiesław Klisiewicz (ur. 5 grudnia 1950 w Tarnowie) – polski inżynier i polityk, poseł na Sejm RP I kadencji.

## Życiorys
Ukończył  w 1980 studia na Wydziale Technicznym Politechniki Krakowskiej im. Tadeusza Kościuszki.
Działał w „Solidarności”. Na początku lat 90. został pełnomocnikiem rządu do spraw samorządu terytorialnego został w województwie tarnowskim.
W 1991 uzyskał mandat posła na Sejm I kadencji. Został wybrany w okręgu tarnowskim z listy Partii Chrześcijańskich Demokratów. Pod koniec kadencji był członkiem Klubu Parlamentarnego Konwencji Polskiej. Zasiadał w Komisji Samorządu Terytorialnego, Komisji Nadzwyczajnej do rozpatrzenia projektów ustaw w ramach Paktu o przedsiębiorstwie państwowym, Komisji Polityki Gospodarczej, Budżetu i Finansów, Komisji Administracji i Spraw Wewnętrznych oraz Komisji Nadzwyczajnej do rozpatrzenia projektu ustawy Ordynacja wyborcza do Sejmu Rzeczypospolitej Polskiej, a także w sześciu podkomisjach. Bez powodzenia ubiegał się o reelekcję z ramienia Katolickiego Komitetu Wyborczego „Ojczyzna”. Pod koniec lat 90. działał w Porozumieniu Polskich Chrześcijańskich Demokratów.
Kierował później tarnowskim MPK oraz oddziałem Małopolskiej Kasy Chorych. W 2007 objął obowiązku dyrektora szpitala w Tuchowie. Wieloletni działacz Klubu Inteligencji Katolickiej, w latach 80. pełnił funkcję wiceprezesa zarządu KIK w Tarnowie, objął stanowisko wiceprezesa zarządu tej organizacji.